# MSC Sinfonia
El MSC Sinfonia es un crucero de la clase Lirica operado por MSC Crociere. Fue construido en 2002 por Chantiers de l'Atlantique de Saint-Nazaire, Francia para la extinta Festival Cruises como el MS European Stars.

## Construcción
El MSC Sinfonia no fue concebido con este nombre ni tampoco para MSC Crociere. Su primer nombre fue European Stars y fue el segundo de los dos buques gemelos encargados por Festival Cruises a Chantiers de l'Atlantique de Saint-Nazaire, Francia. El primer hermano era el European Vision.
El precio del contrato para la construcción del buque era de 185,5 millones de euros. Los dos barcos gemelos de la clase Mistral fueron construidos en la misma plataforma y por el mismo astillero en 1999, pero con un añadido de 35m de sección con más espacios para pasajeros y una cubierta adicional de cabinas con balcones privados.
La construcción se puso en marcha en Saint-Nazaire, el 4 de marzo de 2001. Después del acondicionamiento, fue entregado a Festival Cruises el 18 de abril de 2002 y fue oficialmente botado como European Stars al día siguiente en Saint-Nazaire.
A principios del año 2015 se sometió al Programa Renacimiento, un ambicioso proyecto emprendido por MSC Cruceros. En este programa, la naviera invertirá 200 millones de euros reformando cuatro de sus buques más viejos, los que forman la Clase Lirica.

## Historia
El European Stars entró al servicio de Festival Cruises 25 de abril de 2002 en un crucero desde Barcelona. Su carrera en Festival Cruises resultó corta, ya que la empresa se declaró en quiebra en enero de 2004 y el European Stars fue incautado y depositado posteriormente en Barcelona el 19 de enero de 2004. El barco permaneció parado durante varios meses, hasta que fue vendido a MSC Crociere en julio de 2004 por 220 millones de euros y fue rebautizado como MSC Sinfonia. Su gemelo, el European Vision también se unió a la flota de MSC, como MSC Armonia.
El MSC Sinfonia entró en servicio con sus nuevos propietarios en marzo de 2005.

## Diseño

### Diseño exterior
El European Stars y su hermano gemelo European Vision compartieron un aspecto exterior similar, como el Mistral, pero con un casco más largo y más alto. Cómo el European Vision, la nave tenía un casco completamente blanco y la superestructura tenía franjas decorativas de color azul y amarillo pintados en el casco, y un embudo de color azul, con el logotipo F amarillo de Festival Cruises, que mantiene, pero ahora con el logotipo de la brújula blanca de MSC Cruceros. Inicialmente, su casco era de color blanco, sin adornos, pero el 15 de abril de 2008, MSC manifestó su intención de pintar el logo de la brújula a los lados de todos sus barcos durante el año 2008.

### Diseño interior
La decoración del interior del MSC Sinfonia se describe como Moderno Europeo por el autor de la remodelación del crucero Douglas Ward, con muebles minimalistas que se encuentran en lugares poco prácticos. Los espacios públicos incluyen dos restaurantes principales (Il Galeone y Il Covo), un auto-servicio de bufé (La Terraza Buffet), la cafetería (Caffè del Mare), un teatro de dos pisos de alto (San Carlo Theatre), una discoteca (Pasha Club), varios bares, un casino (San Remo Casino) y una biblioteca. El "puente 12" incluye una pista de fútbol y baloncesto al aire libre, piscina y dos jacuzzis, además de un simulador de golf.